# Čehovice
Obec Čehovice se nachází v okrese Prostějov v Olomouckém kraji. Žije zde 534 obyvatel.

## Název
Základem jména vsi bylo osobní jméno Číha (ve starší podobě Čieha), což byla domácká podoba některého jména začínajícího na Ča-, Čě- nebo Čie- (např. Čáhost, Čábud, Čěbor). Výchozí tvar Číhovici byl pojmenováním obyvatel vsi a znamenal "Číhovi lidé". Hláskový vývoj Čí- > Či- > Če- byl nářeční. Jméno bylo často (v písemných pramenech i místní mluvě) zaměňováno se jménem Čechovic západně od Prostějova.

## Historie
První písemná zmínka o obci pochází z roku 1287.

## Obyvatelstvo

### Struktura
Vývoj počtu obyvatel za celou obec i za jeho jednotlivé části uvádí tabulka níže, ve které se zobrazuje i příslušnost jednotlivých částí k obci či následné odtržení.
| Místní části   | Místní části  | 1869 | 1880 | 1890 | 1900 | 1910 | 1921 | 1930 | 1950 | 1961 | 1970 | 1980 | 1991 | 2001 | 2011 |
| -------------- | ------------- | ---- | ---- | ---- | ---- | ---- | ---- | ---- | ---- | ---- | ---- | ---- | ---- | ---- | ---- |
| Počet obyvatel | část Čehovice | 569  | 626  | 645  | 708  | 723  | 706  | 710  | 584  | 643  | 583  | 570  | 525  | 520  | 472  |
| Počet domů     | část Čehovice | 84   | 112  | 116  | 129  | 129  | 131  | 143  | 154  | 158  | 153  | 149  | 168  | 177  | 182  |

## Pamětihodnosti
- Farní kostel svatého Prokopa – barokní jednolodní kostel z let 1788–1789, tvořící dominantu obce
- Kaplička svatého Jana Nepomuckého u zdi hřbitova
- Kaplička svatého Prokopa v polích na jihozápad od obce
- Socha svatého Floriána

## Osobnosti
- Karel Husárek (1893–1972), generál čs. armády
- Rudolf Chlup (1879–1961), český hudební skladatel